# Carebara taiponica
Carebara taiponica (лат.) — вид очень мелких муравьёв рода Carebara из подсемейства Myrmicinae (Formicidae). Китай.

## Описание
Мелкие муравьи желтовато-коричневого цвета. От близких видов (например, от Carebara rectidorsa) отличается следующими признаками: латеральные стороны головы прямые, антеродорзальные углы проподеума не заострённые позади метанотального шва, затылочные выступы-рога не соединены развитым поперечным килем, промезонотум сильно выпуклый, затылок с поперечными бороздками, дорзум головы прямой. Длина тела солдат 2,2 мм. Проподеум округлый, без выступающих зубцов, верхняя часть выпуклая. Усики солдат и рабочих 9-члениковые с 2-члениковой булавой. Скапус короткий. Мандибулы с 4 зубцами. Нижнечелюстные щупики состоят из 2 члеников, нижнегубные из 2. Имеют диморфичную касту рабочих с мелкими рабочими и крупными солдатами. Стебелёк между грудкой и брюшком состоит из двух члеников: петиолюса и постпетиолюса (последний четко отделен от брюшка), жало развито, куколки голые (без кокона).

## Систематика
Вид был описан в 1928 году по материалам из Китая американским мирмекологом профессором Уильямом Уилером, под первоначальным названием Oligomyrmex silvestrii subsp. taiponicus Wheeler, W.M., 1928. Валидный статус подтверждён в 2003 году в ходе ревизии местной мирмекофауны китайским энтомологом профессором Ж. Сю (Zhenghui Xu).  Относят к трибе Crematogastrini (ранее в Solenopsidini).